# LP Trójka
LP Trójka – audycja muzyczna nadawana w Programie Trzecim Polskiego Radia od 9 kwietnia 2010 do 15 maja 2020. Prowadzona była na zmianę przez dwóch prezenterów: Marka Niedźwieckiego i Piotra Barona. W audycji prezentowane są utwory, które niegdyś gościły na Liście przebojów Programu Trzeciego oraz nowe propozycje znajdujące się w aktualnym zestawie do głosowania.
Słuchacze korzystając ze specjalnego formularza znajdującego się na stronie internetowej oficjalnego archiwum audycji Marka Niedźwieckiego mieli możliwość zamówić jakiś utwór z historii Listy. Czasami zamawiane utwory to nagrania bardzo dawno nie goszczące na antenie radiowej, jak i również często nigdzie oficjalnie nie wydane. Wynajdowane głównie przez Marka Niedźwieckiego w archiwum Polskiego Radia i emitowane ze starych taśm radiowych. Żartobliwie określane przez prowadzącego jako nagrania odtwarzane z taśmociągu.
Przykłady takich „zapomnianych utworów” wyemitowanych w audycji to:
- The Outsiders – „Down Come the Tears” (1983) (emisja: 2010-05-14)[1]
- Richenel – „Someone” (1989) (emisja: 2010-05-28)[2]
- Casus – „Recepta” (1985) (emisja: 2010-06-11)[3]
- Noah Noah – „Słoneczna obsesja” (1984) (emisja: 2010-06-25)[4]
- Piękni i Młodzi – „Kings and Queens and Presidents” (1990) (emisja: 2010-07-30)[5]
- No Limits – „Robin” (1994) (emisja: 2011-12-09)[6]
- Rebeka – „Rebeka” (1988) (emisja: 2012-07-13)[7]
- Mama – „Do przodu idź” (1985) (emisja: 2012-08-17)[8]
- She – „Jak płomień, jak ogień” (1988) (emisja: 2012-10-26)[9]
- Noah Noah – „Walczyk (Rodzaj gry)” (1984) (emisja: 2012-11-09)[10]

Audycja emitowana jest w każdy piątek, w godzinach 10:00–12:00.